# Gianni Del Vecchio
Gianni Del Vecchio (Pompei, 4 febbraio 1978) è un giornalista e scrittore italiano.

## Biografia
Giornalista economico e d'inchiesta, è laureato in Economia all'Università Federico II di Napoli. Approda al giornalismo grazie alla passione per il basket, seguendo le squadre campane come cronista durante gli anni universitari.
Appena dopo la laurea, frequenta il Master in Studi Diplomatici organizzato dalla Sioi e successivamente il Master in Giornalismo Economico del Denaro, giornale economico-finanziario napoletano. È qui che decide di fare del giornalismo il suo futuro professionale. Dopo le prime collaborazioni con il Denaro, nel 2004 muove i primi passi sullo scenario nazionale lavorando a il manifesto prima e Europa poi come redattore economico-sindacale. Nel 2007 inizia a fare inchieste per il settimanale L'Espresso assieme al collega Stefano Pitrelli ed entra nella squadra di In Mezz'ora, programma televisivo d'approfondimento condotto da Lucia Annunziata. Nel 2011 pubblica il libro d'inchiesta Occulto Italia, edito da Bur, sul fenomeno delle sette in Italia, libro che vince nello stesso anno il Premio Estense. Sempre nel 2011 scrive "Marchionne, l'ultimo dei padroni", uno dei sei capitoli del volume "Il Potere in Italia", curato da Lucia Annunziata. L'anno successivo viene nominato vicedirettore di HuffPost Italia, la branca italiana del network di giornali online fondato da Arianna Huffington, assumendo nel 2017 il ruolo di condirettore.

## Opere
- Occulto Italia, BUR, 2011.
- "Marchionne, l'ultimo dei padroni" in Il Potere in Italia, Marsilio, 2011
- "L'economia italiana: stasi attuale e terapie da implementare" in Rivista della Scuola Superiore dell'Economia e delle Finanze, numero 6-7/2004